# 燃えよNINJA
『燃えよNINJA』（Enter the Ninja）は、1981年のアメリカ映画。アクション映画。全米で忍者ブームを巻き起こしたキャノンの忍者映画第一作目。日本ではビデオスルー、ポニー・キャニオンからVHSが発売された。

## キャスト
※括弧内は日本語吹替
- コール - フランコ・ネロ（内海賢二）
- 長谷川 - ショー・コスギ（麦人）
- マリアン・サンダース - スーザン・ジョージ（一柳みる）
- フランク・サンダース - アレックス・コートニー（池田勝）
- ベナリアス - クリストファー・ジョージ（仁内建之）
- ダラーズ - ウィル・ヘア（石井敏郎）
- フック - ザッキ・ノイ（飯塚昭三）
- パーカー - グレゴリー・コンスタンティン（小島敏彦）
- 小森 - デイル・イシモト（糸博）
- ごろつき - ロバート・ウォール（クレジットなし）

## スタッフ
- 製作 - ジャッド・バーナード、ヨーラム・グローバス、メナヘム・ゴーラン（クレジットなし）
- 監督 - メナヘム・ゴーラン
- 脚本 - ディック・デズモンド
- 原作 - マイク・ストーン
- 音楽 - W・マイケル・ルイス、ラウリン・リーダー